# 鈴木福松
鈴木 福松（すずき ふくまつ、1855年（安政2年12月） - 1923年（大正12年）9月1日）は、明治後期から大正時代の政治家。神奈川県横須賀市長。旧姓は石井。

## 経歴
石井条七の五男として相模国三浦郡上山口村（葉山村を経て葉山町）に生まれる。寺子屋に学んだのち豆腐屋に丁稚奉公する。ついで横浜で石工を手伝い、1875年（明治8年）10月、土木請負業・鈴木長吉の養子となった。横須賀元町外4箇町消防小頭、同頭取、横須賀旭町戸長、横須賀元町戸長、逸見村会議員を経て、1888年（明治21年）町村制施行に伴い横須賀町会議員に就任する。1896年（明治29年）神奈川県会議員となり、1903年（明治36年）8月、横須賀町長に選任される。1907年（明治40年）の市制を経て、横須賀市第2代市長に就任し、市営貸家の建設、道路改修、市営屠獣場の新設などに尽力した。市是臨時調査会を設けたが市会が紛糾し1911年（明治44年）1月に辞職した。関東大震災で死去した。墓所は横須賀市妙栄寺。

## 親族
- 娘婿：鎌倉義喜（海軍中佐）[2]